# جيمي سينجر
جيمي سينجر (بالإنجليزية: Jimmy Singer)‏ (30 أغسطس 1937 في المملكة المتحدة - 1 يوليو 2010) هو مدرب كرة قدم ولاعب كرة قدم بريطاني في مركز مهاجم داخلي. لعب مع برمنغهام سيتي ونادي بورنموث ونيوبورت كونتي.

## وصلات خارجية
- جيمي سينجر على موقع قاعدة بيانات كرة القدم.إي يو (الإنجليزية)